# Jiří Hledík
Jiří Hledík (* 19. April 1929 in Pardubice; † 25. April 2015) war ein tschechoslowakischer Fußballspieler. Er nahm an der Weltmeisterschaft 1954 teil, in der 1. Tschechoslowakischen Liga bestritt er insgesamt 230 Spiele und schoss zehn Tore.

## Karriere
Jiří Hledík begann mit dem Fußballspielen bei Slavoj Pardubice, wo auch seine drei Brüder spielten. Hledík begann als Stürmer, zog sich später aber ins Mittelfeld zurück. 1952 wurde er in die Luftwaffe einberufen und spielte zwei Jahre für Křídla vlasti Olomouc.
Am 25. Oktober 1953 wurde der groß gewachsene Hledík zum ersten Mal in der Tschechoslowakischen Nationalmannschaft eingesetzt. 1954 nahm er an der Weltmeisterschaft in der Schweiz teil, die Tschechoslowakei schied sieglos bereits in der Vorrunde aus.
1955 spielte er für den Armeeverein ÚDA Prag, wo er auf der Innenverteidigerposition oder als Libero auflief. Nach einer Saison wechselte Jiří Hledík zu Sparta Prag, wo er bis 1958 blieb. Seine wohl stärksten Auftritte in der Nationalmannschaft hatte der kopfballstarke Hledík am 20. Mai und 5. August 1956 beim 4:2-Sieg über Ungarn sowie beim 1:0-Erfolg gegen Brasilien.
Als seine Frau 1958 gesundheitliche Probleme hatte, wollte Hledík zu Spartak Hradec Králové wechseln, aber Sparta Prag erteilte ihm keine Freigabe. Hledík ging trotzdem nach Hradec Králové und wurde daraufhin für ein Jahr gesperrt. Zwar konnte er mit seiner neuen Mannschaft trainieren, doch er verpasste unter anderem die Teilnahme an der Weltmeisterschaft 1958. Sportlich gesehen sollte er seinen Wechsel aber nicht bereuen, Spartak Hradec Králové wurde 1960 Tschechoslowakischer Fußballmeister. Bis 1966 bestritt Hledík häufig als Kapitän für Spartak 122 Erstligaspiele, in denen er neun Tore schoss. Auch die Teilnahme an der Weltmeisterschaft 1962 verpasste Hledík, nachdem er bei einer Klubtournee vom Platz gestellt und anschließend gesperrt worden war. Das 1:3 gegen Schweden am 7. April 1962 blieb somit sein letztes von insgesamt 28 Länderspielen. 
Nach seinem Abschiedsspiel am 29. Juni 1966 war Jiří Hledík zwei Jahre als Spielertrainer bei der B-Mannschaft von Spartak Hradec Králové aktiv. Die Spielzeit 1968/69 verbrachte er bei ZAZ Jaroměř, seine Karriere beendete er bei TIBA Dvůr Králové. 